# 장 멜리에

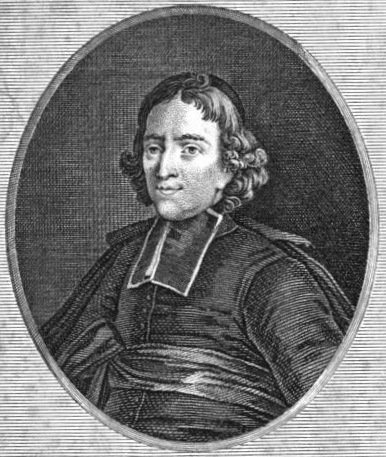

장 멜리에(Jean Meslier, 1664년 6월 15일 – 1729년 6월 17일)는 프랑스의 가톨릭 사제 (abbé)로, 사망 후 무신론과 유물론을 주장하는 장편 철학 에세이를 썼다는 것이 밝혀졌다. 저자가 자신의 교구 신자들에게 바치는 "유언장"이라고 묘사한 이 글은 모든 종교를 비판하고 비난한다.

## 생애

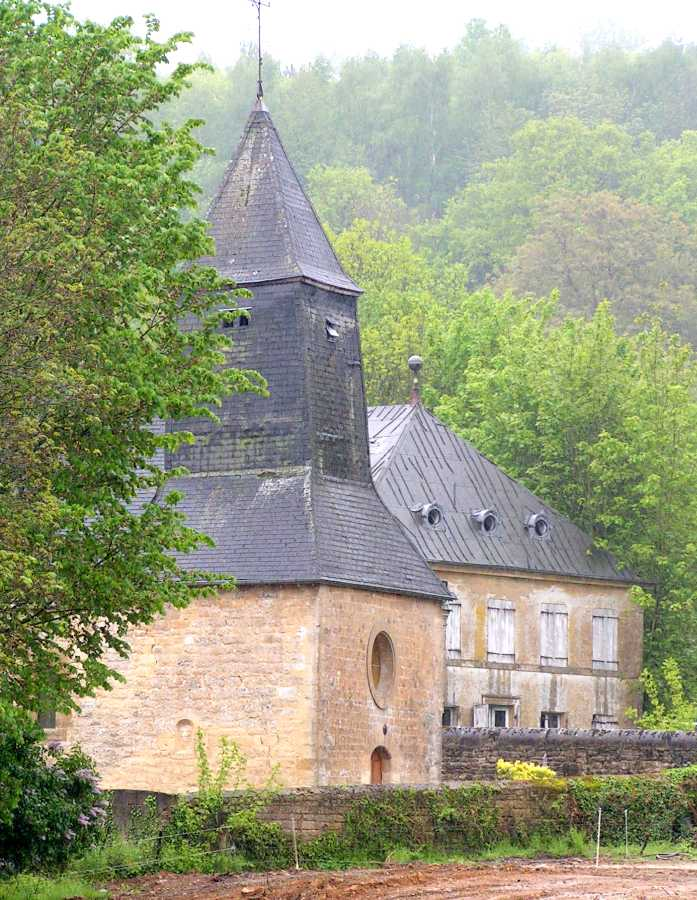
멜리에가 설교했던 교구 교회인 에트레피니 교회

장 멜리에는 아르덴의 마제르니에서 직물 제조업에 종사하던 제라르 멜리에와 심포리엔 브라이디 사이에서 태어났다. 그는 1678년부터 이웃 신부에게서 라틴어를 배우기 시작하여 결국 신학교에 입학했다. 그는 나중에 자신의 유언장 서문에서 이것이 부모님을 기쁘게 하기 위한 것이었다고 주장했다. 학업을 마친 후 그는 성품성사를 받고 1689년 1월 7일 에트레피니의 사제가 되었다.
지역 귀족 앙투안 드 투일리(Antoine de Touilly)가 농민을 대우하는 방식에 대해 공개적으로 한 번 불화한 것을 제외하고는 멜리에는 겉으로는 평범했다. 그러나 그는 젊은 성인 하녀들을 부적절하게 고용한 것으로 성직자 당국으로부터 두 번의 질책을 받았는데, 무신론자이자 멜리에 전기 작가인 미셸 옹프레는 그가 그들과 성적인 관계를 맺었을 수 있다고 주장한다. "신부는 그의 작품에서 옹호된 자유로운 사랑의 기쁨을 은밀히 실행해야만 했다."라고 옹프레는 썼다. 그는 자신을 극빈자처럼 살았으며 남는 돈은 모두 가난한 사람들에게 기부했다고 주장했다.
멜리에가 에트레피니에서 사망했을 때, 그의 집에서는 633페이지짜리 팔절판 사본 세 부가 발견되었는데, 이 사본에서 마을의 큐레이트는 조직 종교를 "단지 공중누각일 뿐"이며 신학은 "단지 자연적 원인에 대한 무지가 시스템으로 환원된 것일 뿐"이라고 비난했다.

## 유언장 본문
멜리에는 그의 유언장에서 전통적인 기독교의 신뿐만 아니라 이신론의 자연 종교의 일반적인 신까지도 부인했다. 멜리에에게는 악의 존재가 선하고 지혜로운 신의 개념과 양립할 수 없었다. 그는 고통에서 어떤 영적인 가치도 얻을 수 없다고 부인했으며, 이 세상에서 허용한 악을 보여줌으로써 신에 대한 이신론의 설계론적 논증을 사용했다. 그에게 종교는 지배 엘리트들이 조장한 날조였다. 초기 기독교인들은 물품을 공유하는 데 모범적이었지만, 기독교는 이미 고통의 수용과 프랑스 왕들이 행하는 폭정에 대한 복종을 조장하는 것으로 퇴보했다. 불의는 전지전능한 존재의 뜻으로 설명되었다. 멜리에가 신의 존재에 반대하기 위해 사용한 주장 중 독창적인 것은 없었다. 사실, 그는 예수회, 데카르트주의자, 얀센주의자들 간의 논쟁에서 정통 신학자들이 쓴 책에서 그 주장을 파생시켰다. 그들이 신의 존재에 대한 증거에 동의할 수 없다는 사실은 멜리에에게 신에 대한 믿음에 설득력 있는 근거가 있다고 가정하지 않을 좋은 이유로 받아들여졌다.
멜리에의 철학은 무신론의 철학이었다. 그는 또한 영혼의 존재를 부인하고 자유의지의 개념을 일축했다. 제5장에서 신부는 "신이 인간에게 이해할 수 없는 존재라면, 그를 전혀 생각하지 않는 것이 합리적일 것 같다"고 썼다. 멜리에는 나중에 신을 "키마이라"라고 묘사하며, 신을 가정하는 것이 도덕성의 전제 조건이 아니라고 주장한다. 사실, 그는 "신이 존재하든 아니든... 인간의 도덕적 의무는 그들이 자신의 본성을 소유하는 한 항상 같을 것이다"라고 결론 내린다. 제33장과 제34장에서 멜리에는 예수의 정신건강에 도전하며 예수가 "정말 광인이었고, 광신자였다"(étoit véritablement un fou, un insensé, un fanatique)라고 암시했다.
그의 가장 유명한 인용문에서 멜리에는 "세상의 모든 위인들과 모든 귀족들이 교수형에 처해지고 사제들의 내장으로 목이 졸리기를 바랐다"는 사람에 대해 언급한다. 멜리에는 그 발언이 조야하고 충격적으로 보일 수 있음을 인정하지만, 이것이 사제와 귀족이 복수나 증오 때문이 아니라 정의와 진실에 대한 사랑 때문에 마땅히 받아야 할 것이라고 말한다. 디드로의 "그리고 마지막 사제의 내장으로 마지막 왕의 목을 조르자"는 버전도 똑같이 잘 알려져 있다. 1968년 5월 정치 불안 동안, 소르본 점거 위원회의 급진적인 학생들은 멜리에의 경구를 바꿔 "인류는 마지막 자본주의자가 마지막 관료의 내장으로 목매달려야 행복해질 것이다"라고 말했다.

멜리에는 또한 사회적 불평등을 격렬히 비판하고 일종의 농촌 공산주의 원형을 제시했다. 한 지역의 모든 사람들은 재산을 공동으로 소유하고 모두가 일하는 코뮌에 속할 것이었다. 사랑과 형제애를 기반으로 한 코뮌들은 서로 돕고 평화를 유지하기 위해 동맹을 맺을 것이었다. 동물 학대에 반대했던 멜리에는 "아무에게도 해를 끼치지 않는 동물들을 우리가 하는 방식으로 죽이고, 의식을 잃게 하고, 목을 자르는 것은 잔인하고 야만적인 행위이다"라고 썼다. 그는 기독교인들이 인간의 손에 의해 동물들이 고통받는 것에 대해 자비와 관심을 보이지 않는 것을 마티외 리카르에 따르면 "그들의 신의 부재, 또는 악의"에 대한 추가 증거로 여겼다.

### 볼테르의 발췌본
유언장의 여러 편집된 초록("extraits"라고 알려짐)이 인쇄 및 유포되었는데, 이는 여러 권으로 된 원본 원고를 압축하고 때로는 멜리에가 쓰지 않은 내용을 추가하기도 했다. 초록은 원본의 길이와 복잡한 문체 때문에 인기가 있었다. 볼테르는 종종 서신에서 멜리에를 ("선량한 사제"라고 언급하며) 언급하는데, 그는 딸에게 멜리에의 유일한 작품을 "읽고 또 읽으라"고 말하며, "모든 정직한 사람은 멜리에의 유언장을 주머니에 넣고 다녀야 한다"고 말한다. 그는 또한 멜리에가 "마차 말처럼" 글을 썼다고 묘사했다. 볼테르는 자신의 검열된 버전을 《장 멜리에의 감상 발췌본》(Extraits des sentiments de Jean Meslier, 초판 1762년)으로 출판했다. 볼테르의 판본은 멜리에의 주장의 요점을 바꾸거나, 이를 행한 다른 초록들을 사용했다. 그래서 멜리에는 무신론자라기보다는 볼테르처럼 이신론자로 보이게 되었다.
볼테르의 《발췌본》 끝 부분에는 다음 구절이 나오는데, 이는 멜리에가 진정한 무신론자가 아니었다는 주장을 뒷받침하는 데 인용되어 왔다. 그러나 이 구절은 1864년 암스테르담의 루돌프 샤를이 출판한 유언장 완전판이나 1970~1972년에 출판된 멜리에의 전집에는 나타나지 않는다.
저는 저 종파에 의해 너무나 모욕당한 하느님께, 그리스도교가 선언된 적대자인 자연 종교로 우리를 되돌려주시기를 간청하며 마치겠습니다. 하느님께서 모든 인간의 마음에 심어주신, 우리가 우리에게 행해지기를 원하는 것을 다른 사람들에게만 행하도록 가르치는 단순한 종교로 말입니다. 그러면 우주는 선량한 시민들, 정의로운 아버지들, 순종적인 자녀들, 다정한 친구들로 구성될 것입니다. 하느님은 우리에게 이성을 주심으로써 이 종교를 주셨습니다. 광신주의가 더 이상 그것을 왜곡하지 않기를! 저는 희망보다는 이러한 소원들로 더 가득 차 죽습니다. 이것이 장 멜리에의 인폴리오 유언장의 정확한 요약입니다. 우리는 죽어가는 사제가 하느님의 용서를 구하는 증언이 얼마나 중요한지 판단할 수 있습니다.

1772년에 익명으로 출판된 또 다른 책인 『선량한 이성』(프랑스어: Le Bon Sens)은 오랫동안 멜리에의 저작으로 알려졌지만, 사실 돌바크 남작이 썼다. 멜리에의 유언장 완전판은 2009년 마이클 슈레브(Michael Shreve)가 영어로 처음 번역 출판했다.

## 유산
무신론자 철학자 미셸 옹프레는 그의 저서 『무신론 변호』(2007)에서 멜리에를 무신론을 지지하는 전체 텍스트를 쓴 최초의 인물로 묘사한다. 그는 다음과 같이 썼다.
사상사에서 (그러나 우리가 이것을 인정하는 데 얼마나 오래 걸릴까?) 철학자가 무신론 문제에 책 전체를 바친 것은 처음이었다. 그는 그것을 공언하고, 증명하고, 논증하고 인용하며, 자신의 독서와 성찰을 공유하고, 일상 세계에 대한 자신의 관찰에서 확인을 구했다. 그의 제목은 분명히 밝히고 있다: 장 멜리에의 사상과 감정 회고록; 그리고 그의 부제목도 그렇다: 세상의 모든 종교의 허영과 거짓에 대한 명백하고 분명한 증명. 이 책은 그의 사망 후 1729년에 출판되었다. 멜리에는 평생의 대부분을 이 책을 쓰는 데 바쳤다. 진정한 무신론의 역사는 시작되었다.

멜리에를 최초의 무신론 철학자로 선언하기에 앞서, 옹프레는 1633년 일본의 고문 하에 신앙을 버리고 『폭로된 기만』이라는 책을 쓴 포르투갈인이자 전 예수회원인 크리스토방 페레이라를 고려하고 기각한다. 옹프레는 페레이라가 선불교로 개종했기 때문에 멜리에만큼 좋은 후보가 아니라고 판단한다. 상황주의 문화 이론가 라울 바네겜은 멜리에의 계층적 권위에 대한 저항을 칭찬하며 "자신들의 종교의 혁명적 기원에 진정으로 충실한 마지막 완벽한 사제들의 모범은 자크리의 난과 폭동을 선동한 장 멜리에와 자크 루였다"고 주장했다. 멜리에의 삶에 대한 연극을 공동 제작한 콜린 브루어(Colin Brewer, 2007)에 따르면,

역사학자들은 누가 최초의 노골적인, 고전 후 무신론자였는지에 대해 논쟁하지만, 멜리에는 논란의 여지 없는 무신론 문서에 자신의 이름을 올린 최초의 인물이라고 할 수 있다. 이 중요한 사건이 대체로 인정받지 못하는 것은 (멜리에는 리처드 도킨스와 조너선 밀러의 최근 무신론 TV 시리즈에서 모두 언급되지 않았다) 부분적으로는 볼테르 때문인데, 그는 1761년에 멜리에를 동료 이신론자로 묘사하고 멜리에의 반군주주의적, 원시 공산주의적 견해를 완전히 억압한 심하게 왜곡된 "발췌본"을 출판했다.

그러나 이 설명은 1689년 폴란드-리투아니아 연방에서 무신론으로 처형된 카지미에시 위슈친스키가 쓴 철학 논문 『De non existentia Dei』(신 없음론)의 더 이른 출판을 무시한다. 단편적으로 남아 있는 이 논문은 Ergo non est Deus(그러므로 신은 없다)라는 말로 끝난다.

## 참고 문헌
- Meslier, Jean (2009). Testament: Memoir of the Thoughts and Sentiments of Jean Meslier. Translated by Michael Shreve. Prometheus Books. ISBN 1-59102-749-7.

## 추가 자료
- Benitez, Miguel (2012). Les yeux de la raison: le matérialisme athée de Jean Meslier. Paris: Champion. (ISBN 978-2745323385)
- Bredel, Marc (1983). Jean Meslier L'enragé: prêtre athée et révolutionnaire sous Louis XIV. Paris: Baland. (ISBN 978-2715804364)
- Brewer, Colin (2007). "Thinker: Jean Meslier", New Humanist. Vol. 122 (4), July/August. Available online: Thinker: Jean Meslier.
- Deprun, Jean; Desné, Roland; Soboul, Albert (1970–72). Jean Meslier. Oeuvres complètes. Vols. 1–3. Paris: Editions Anthropos. (ISBN 978-2091758336)
- Dommanget, Maurice (2008). Le curé Meslier : athée, communiste & révolutionnaire sous Louis XIV. Paris: Coda: Institut français d'histoire sociale. (ISBN 978-2849670477)
- Morehouse, Andrew R. (1936). Voltaire and Jean Meslier. Yale Romanic Studies, IX. New Haven: Yale University Press.
- Wade, Ira O. (1933). "The Manuscripts of Jean Meslier's "Testament" and Voltaire's Printed "Extrait" ", Modern Philology, Vol. 30 (4), May, pp. 381–98 The Manuscripts of Jean Meslier's "Testament" and Voltaire's Printed "Extrait".